# Sergiu Epureanu
Sergiu Epureanu (Cantemir, 12 settembre 1976) è un allenatore di calcio ed ex calciatore moldavo, di ruolo centrocampista.

## Biografia
È fratello Alexandru Epureanu, anch'egli calciatore.

## Carriera

### Club
Ha giocato nella prima divisione moldava, in quella turca ed in quella bielorussa.

## Palmarès

### Club
- Campionato moldavo: 3

Zimbru Chisinau: 1997-1998, 1998-1999, 1999-2000
- Coppa di Moldavia: 1

Zimbru Chisinau: 1997-1998

### Individuale
- Calciatore moldavo dell'anno: 1

1999